# William Diehl
William Diehl (* 4. Dezember 1924 in Jamaica, Queens, New York; † 24. November 2006 in Atlanta, Georgia) war ein US-amerikanischer Romanautor, Journalist und Fotograf.

## Leben
Mit 18 Jahren trat Diehl der US-Armee bei und nahm drei Jahre lang als Mitglied der „Army Air Forces“ am Zweiten Weltkrieg teil. Er wurde mit mehreren Tapferkeitsmedaillen dekoriert. 1949 schloss er ein Studium an der University of Missouri in Columbia ab. Daraufhin war er lange Jahre erfolgreich als Fotograf und Journalist tätig, u. a. für das Atlanta Journal-Constitution, das New Orleans Magazine und das Cincinnati Magazine. Von 1958 bis 1963 war er offizieller Fotograf Martin Luther Kings.
Erst im Alter von 50 Jahren begann er, Thriller zu verfassen. Bereits sein erster Roman „Sharky's Machine“ (1978) wurde ein Bestseller, der 1981 von Burt Reynolds verfilmt wurde. Zu seinen weiteren acht Romanen gehört der ebenfalls in Starbesetzung verfilmte Bestseller „Primal Fear“ (1992).
Diehl lebte in Woodstock, Georgia, und starb 2006 im Emory University Hospital in Atlanta an einem Aortenaneurysma. Ein zehnter Roman blieb unvollendet.

## Werke
- Sharky's Machine, 1978 (deutsch Sharky und seine Profis, 1982, später auch als Sharky)
- Chameleon, 1981 (deutsch Chamäleon, 1990, später auch als Blutrausch)
- Hooligans, 1984
- Thai Horse, 1987 (deutsch Thai Horse, 1989)
- The Hunt, 1990 (deutsch Siebenundzwanzig, 1991)
- Primal Fear, 1992 (deutsch Zwielicht, 1996)
- Show Of Evil, 1995 (deutsch Der Ministrant des Bösen, 1998)
- Reign in Hell, 1997
- Eureka, 2002

## Verfilmungen
- 1981: Sharky und seine Profis (Sharky's Machine), Regie und Hauptrolle: Burt Reynolds
- 1996: Zwielicht (Primal Fear)